# 대덕초등학교 (대전)
대덕초등학교는 대한민국 대전광역시 유성구 도룡동에 있는 공립 초등학교이다. 

## 학교 연혁
- 1979. 10. 02. 개교(6학급)
- 1980. 02. 29. 제1회 졸업식
- 1994. 03. 01. 탄동분교장 통폐합
- 1996. 03. 01. 교육부 지정 6차 교과용 도서 실험학교 운영
- 1997. 09. 01. 귀국학생 특별학급 개설
- 2009. 10. 06. 대덕초등학교 도룡분교장 설립인가
- 2010. 03. 01. 대덕초등학교 도룡분교장 개교 (7학급 115명)
- 2011. 03. 01. 시교육청 지정 다문화 이해교육 정책 연구학교(2년)
- 2012. 03. 01. 시교육청 지정 특별학급 운영 시범학교(1년)
- 2013. 02. 13. 제34회 졸업식(졸업생 2531명, 분교 졸업생 39명)
- 2013. 03. 01. 시교육청 지정 다문화교육(예비학교) 정책 연구학교(2년)
- 2015. 02. 13. 제36회 졸업식(졸업생 2750명, 분교 졸업생 82명)
- 2015. 03. 02. 34학급 편성(본교 27학급, 분교 7학급)
- 2023. 08. 23. 본교 개학

## 분교
- 대덕초등학교 도룡분교
- 학생이 매우적다.

## 참고 자료
- 대덕초등학교 - 한국교육학술정보원 학교알리미